# Masacre de Ma'alot
La Masacre de Ma'alot fue un ataque  ocurrido en una escuela primaria en la ciudad israelí de Ma'alot, Israel; el 15 de mayo de 1974 por miembros del Frente Democrático para la Liberación de Palestina (FNLP). 22 estudiantes, 3 docentes, así como una pareja y su hijo murieron.

## Sucesión de los hechos
El 15 de mayo de 1974, tres miembros armados del Frente Democrático para la Liberación de Palestina, una escisión del Frente Popular para la Liberación de Palestina, entraron en Israel desde el Líbano Poco tiempo después, atacaron una camioneta, y mataron dos mujeres árabe-israelíes, hirieron una tercera y al conductor, el cual apagó los faros y condujo marcha atrás colina arriba hacia Tzuriel. Los soldados israelíes fueron llamados al lugar, pero no pudieron atraparlos. A continuación entraron en un edificio de apartamentos en la ciudad de Maalot, donde mataron a una pareja y su hijo de 4 años. Desde allí, se fueron a la Escuela Primaria Meir Netiv, donde tomaron más de 115 personas (entre ellas 105 niños) como rehenes.
La mayoría de los rehenes eran adolescentes de una escuela secundaria en Safed que estaban de visita por una noche a Ma'alot-Tarshiha.Tres de los cuatro profesores escaparon saltando por la ventana, junto con otros 20 alumnos, y abandonando al resto, lo que creó una gran amargura entre los padres. Los profesores fueron suspendidos inmediatamente de sus puestos.
Los secuestradores emitieron rápidamente sus demandas, relativas a la liberación de 23 militantes palestinos de las cárceles israelíes, de lo contrario, amenazaban con matar a los rehenes. El gobierno israelí decidió no cumplir sus peticiones, por lo que puso en marcha la operación de rescate. El segundo día, una unidad de la Brigada Golani asaltó el edificio. Durante el tiroteo, los secuestradores asesinaron a los niños con granadas y fusiles de asalto. En última instancia, 25 rehenes, entre ellos 22 niños, murieron y otros 68 resultaron heridos.

## Respuesta israelí
Al día siguiente, los aviones de las Fuerzas de Defensa de Israel bombardearon 7 campos de refugiados palestinos en el sur del Líbano, matando a 27 personas e hiriendo a 138. Se argumentó que en dichos campos se encontraban oficinas y bases de entrenamiento del FDLP y el FPLP.
La masacre condujo a la creación de la unidad policial especial Yamam, cuerpo especializado en el rescate de rehenes.
Tras una investigación, el fiscal general Meir Shamgar concluyó que los tres profesores que escaparon y abandonaron a sus alumnos no habían cometido ningún delito. Los padres de las víctimas rechazaron con enojo la denuncia.